# Loka, Starše
Loka este o localitate din comuna Starše, Slovenia, cu o populație de 265 de locuitori.